# Архітектура неокласицизму

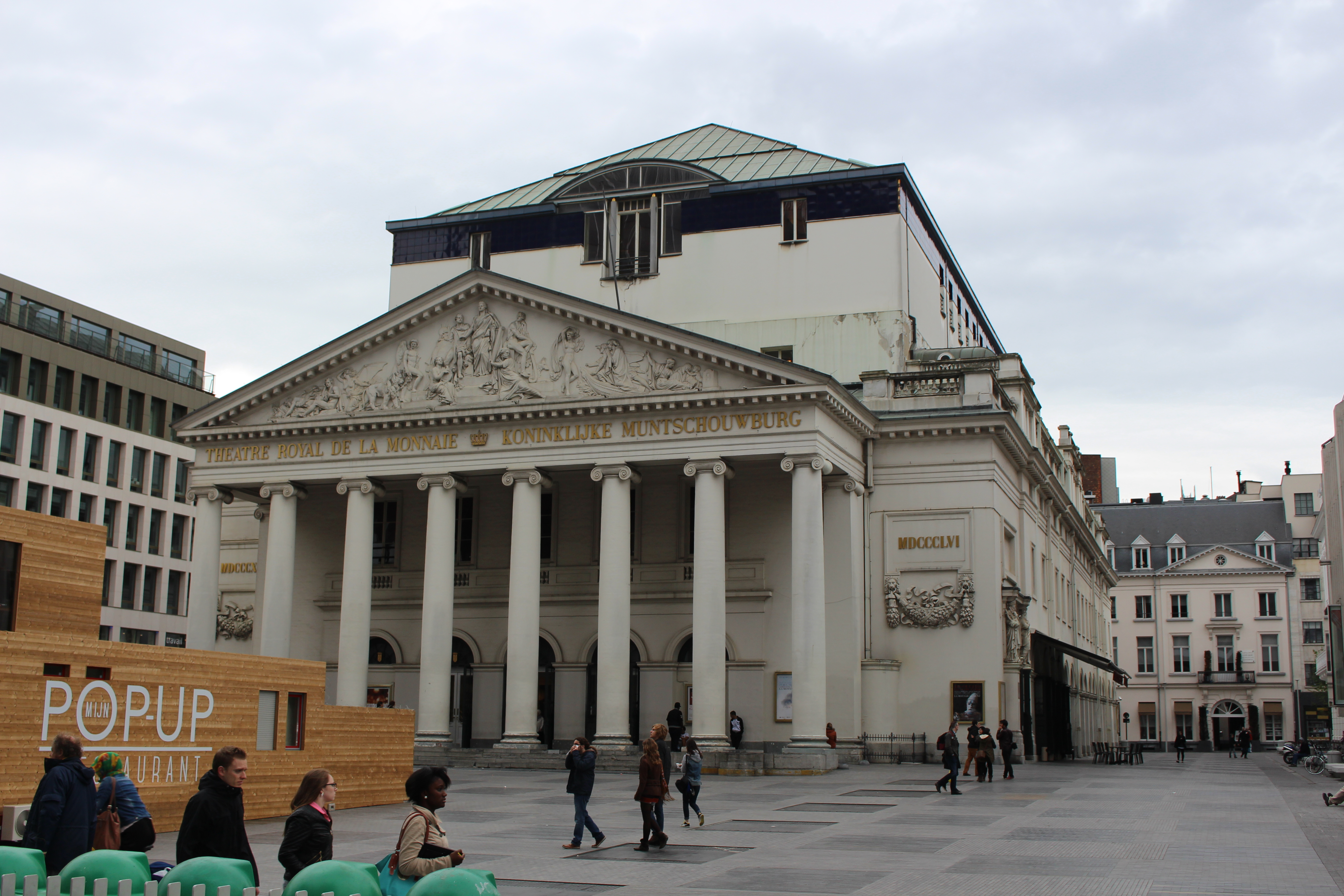
Королівський театр зведений у стилі неокласицизму

Архітекту́ра неокласици́зму — архітектурний стиль, створений неокласичним рухом, в останній третині XIX і XX століть. Представникам притаманне звернення до традицій мистецтва античності, мистецтва епохи Відродження або класицизму.

## Причини виникнення
Неокласицизм виник у переломний період, коли був страх, передчуття катастрофи, що насувається, і бажання знайти опору, щоб встояти в цьому вихорі. Неокласицисти прагнули дотримуватись класичних пропорцій, логіки, мальовничої пластики. Неокласицизм виник як реакція художників і архітекторів на декоративну надмірність модернізму, як бажання знайти втрачену гармонію.

## Періодизація неокласицизму
В архітектурі виділяють три періоди поширення неокласичних тенденцій.

### Перший період
Перший період розпочався близько 1910 року і продовжився до середини 1920-х років. У цей період панував художній пошук, стилі вирізнялися надлишком декоративності, модерном. А неокласицизм на противагу запропонував логіку класичних форм, стриманість і лаконізм. У багатьох країнах архітектура неокласицизму використовувала конструктивні прийоми, вироблені модерном, піддавала їх раціоналізації. В архітектурі кінця XIX — початку XX століття з'явилося бажанняя перебороти еклектизм і знайти нові форми. За словами австрійського архітектора Отто Вагнера, «кожен новий стиль поступово народжується з попередніх, коли нові конструкції, нові будівельні матеріали і нові задачі, що стоять перед людством, вимагають зміни застарілих форм». Неокласицизм намагався переосмислити стилі минулого.

### Другий період
Другий період неокласицизму в архітектурі охоплює 1930-ті роки. Його широко використовувалися в архітектурі Італії і Німеччини для створення монументальних споруд з яскраво вираженою ідеологічною спрямованістю. Наприклад, по проєкту німецького архітектора Пауля Трооста в 1937 році в Мюнхені був побудований Будинок мистецтва. Архітектори звертається до античності як вираженню домагань на владу: ряди колон, голі стіни, гігантські пропорції. У Берліні архітектор Альберт Шпеер створив будинок Нової імперської канцелярії, де переважає спартанський класицизм.

### Третій період
Третій період неокласицизму в архітектурі розпочався наприкінці 1950-х років. Він стосується архітектури США, де почали по офіційній програмі будівництво ряду будинків дипломатичних служб у (Індії, Греції). Для цих будівель характерне поєднання композиційних прийомів класицизму з формами, які диктують сучасні конструкції. Такі будинки мають елементи, які асоціюються з місцевою архітектурною традицією. Приклад неокласицизму в США — Лінкольн-центр у Нью-Йорку (1960-ті роки, архітектори Ф. Джонсон, У. Харрісон, М. Абрамович, Э. Саарінен). Будинку утворювали симетричне обрамлення прямокутної площі.

## Особливостінеокласицизмув архітектурі
- Неокласика в архітектурі оперує статичними, розвиненими горизонтально об'ємами, нівелюючи площину стіни за рахунок використання ордерних елементів, арок та багатої скульптурної пластики. Архітектура неокласики виступає у супідрядній ролі, створюючи тло для монумента.
- Архітектори орієнтувалися на зразки мистецтва античності, копіювали античну ордерну систему і прагнули внести нові мотиви.
- Архітектори неокласицизму берегли встановлені традиції і зводили на їх основі сучасні будівлі.
- Неокласичні споруди вирізняються легкістю, витонченістю і прямолінійністю.
- Архітектори звертали особливу увагу на дотримання пропорцій, прагнули до монументальності. Стилю властиві стриманість і строгість. Ефектні, масштабні споруди з грецькими елементами — визначна риса будівель у стилі неокласики.
- Проєкції та поглиблення, а також світлотіньові ефекти були плоскими; скульптурні барельєфи обрамлялися фризами або панелями. Неокласицизм вплинув на міське планування.

```
Рисами неокласицизму відзначена архітектурна творчість таких майстрів, як О. Перре і Т. Гарнье у Франції.
```

## Використання матеріалів
У XIX столітті з нових будівельних матеріалів застосовувалася тільки сталь. Наприкінці XIX — початку XX століття почали застосовувати залізобетон, що складається з тонких круглих сталевих стрижнів товщиною від 8 до 32 міліметрів і бетону. Француз Огюст Перре перший зумів створити типові для залізобетону архітектурні форми. Його конструкції дуже раціональні, наприклад жилий будинок на вулиці Франкліна в Парижі і гараж на вулиці Понтье. Перре мав не тільки талант архітектора, але і знання інженера. Перре захопився спорудами, заснованими на класичних зразках. Кращими його неокласичними роботами можна назвати церква Нотр-Дам у Ле-Ранси, побудовану в 1922 році, і жилий будинок на вулиці Ренуара в Парижі (1930 рік). У церкві знаходиться вівтарна апсида, де збірні бетонні елементи несущої стіни утворюють орнамент у виді хреста. При будівництві житлового будинку він широко використовував еркери, як і в більш ранньому будинку на вулиці Франкліна. Театральність будинку додають сильно винесені карнизи, криволінійні балконні огородження і ступінчастість у побудові обсягу. Як і Перре, принципи класичної «елементаристської» композиції при проєктуванні будинків і цілих міст сповідував інший француз — Тоні Гарнье (1869—1948). Йому належить солідна праця — проєкт Промислового міста, уперше продемонстрований в 1904 році.

## Історія

### Грецьке Відродження

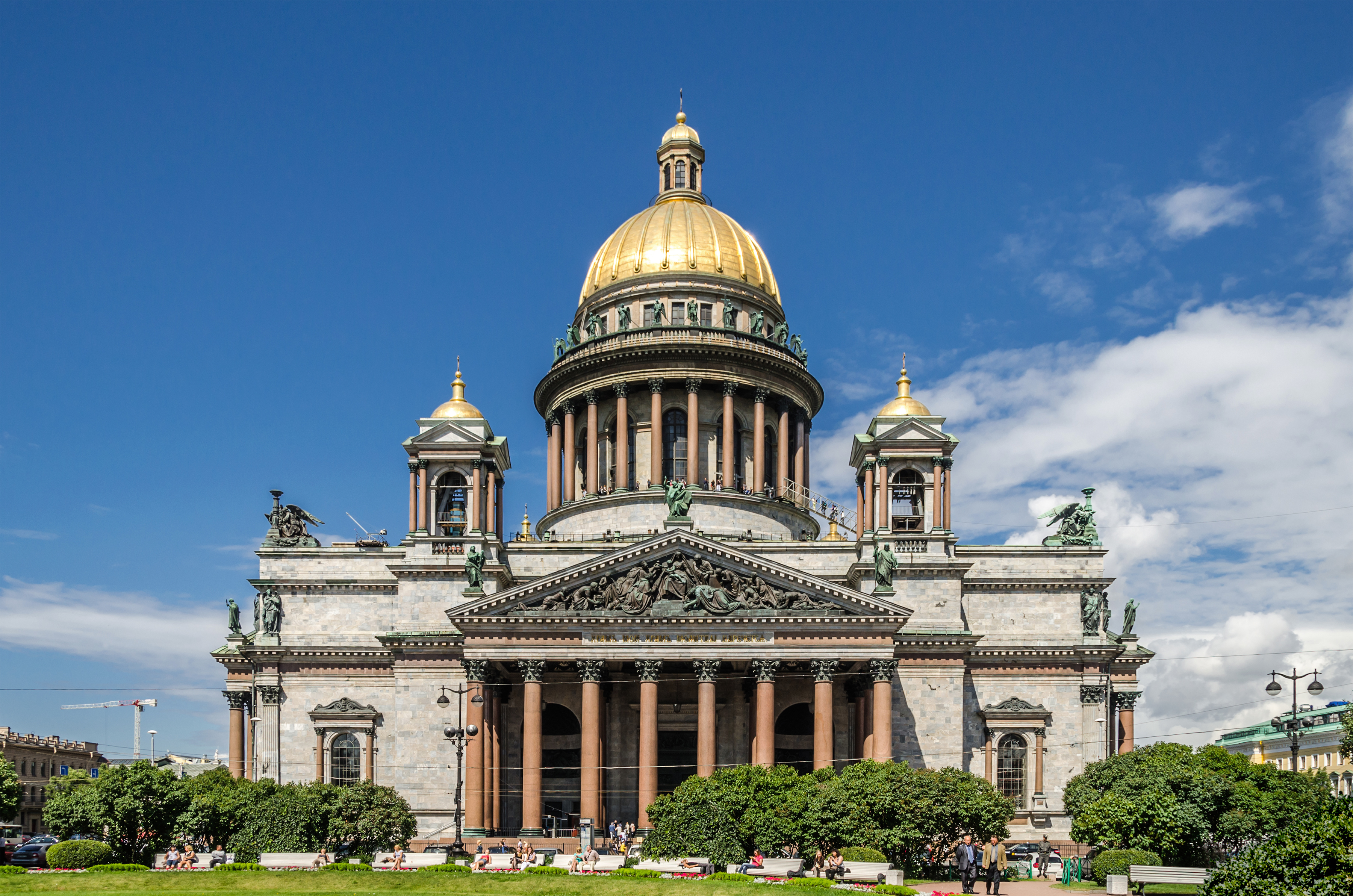
Ісакієвський собор в Санкт-Петербургу, Російська Федерація

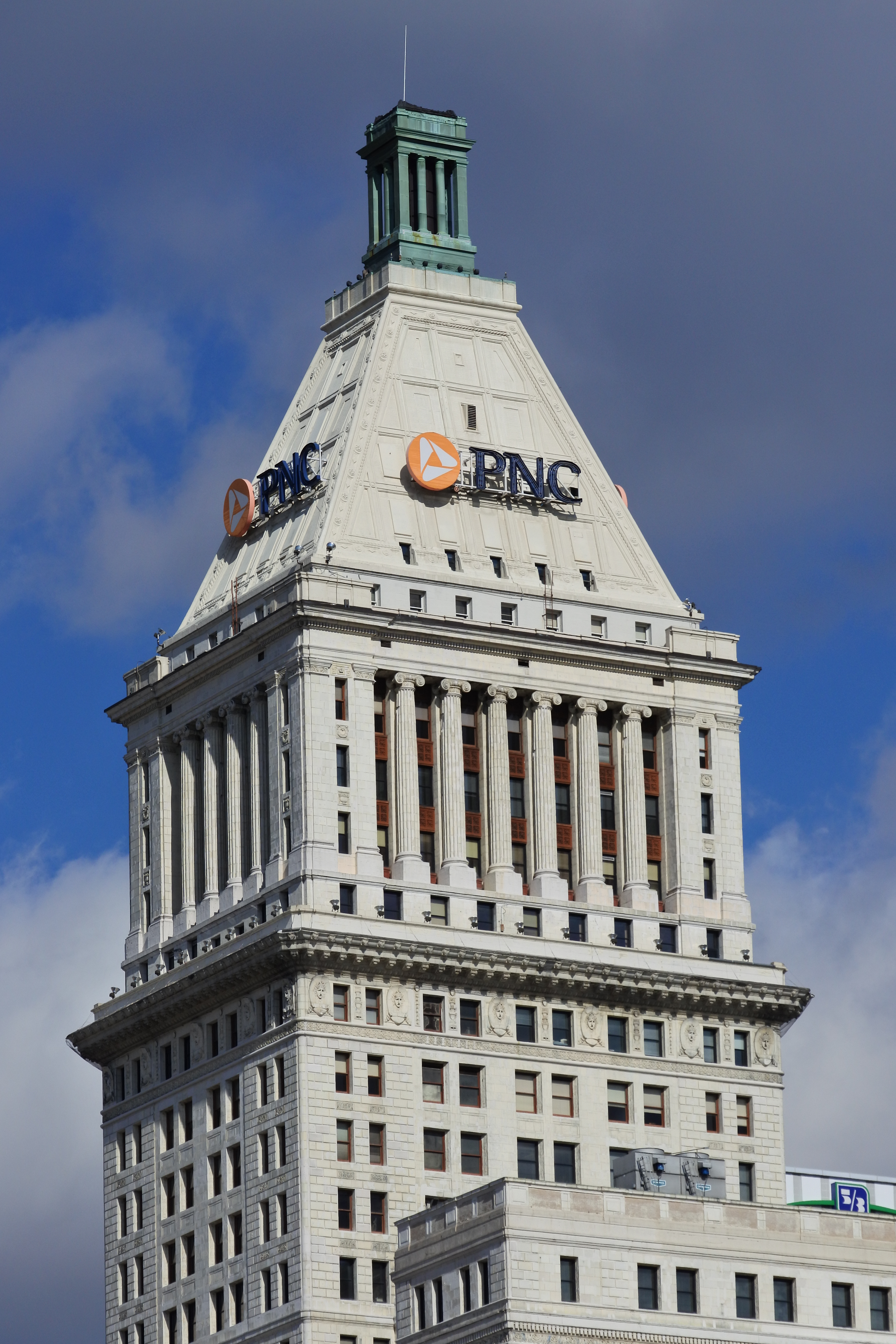
Спроєктована Касом Гілбертом, Вежа «PNC» у Цинциннаті, Огайо, США є чудовим прикладом неокласичного хмарочоса з продуманою в деталях еллінською архітектурою у верхній частині вежі

Приблизно з 1800-х років почалося відродження грецьких архітектурних форм, яке можна простежити в офортах та гравюрах. В той час було небагато знань про грецьку цивілізацію, допоки в середині 18 століття, в західній Європі, експедиція, яка фінансувалася Товариством дилетантів, не розпочала серйозну археологічну розвідку під проводом Джеймса Стюарта та Ніколаса Реветта. Стюарту, після його археологічних розвідок в Греції, було доручено збудувати першу грецьку будівлю в Англії, храм садів при Гаґлі Хол (1758-59). Багато британських архітекторів в другій половині століття зацікавилися темою грецької архітектури, проте до початку 19 століття це був тільки як особистий ентузіазм цінителів мистецтва.
На початку 1800-х років грецька архітектура відродження поширилася вже й на публічні будівлі у Великій Британії як ствердження тенденціям націоналізму, який проявився у Акті про Унію Великої Британії та Ірландії, Наполеонівських війнах та вимоги політичних реформ. Так на публічному конкурсі проєктів для створення будівлі Даунінг-Коледжу переміг неокласичний дизайн Вільяма Вікінса, який заявив що грецький стиль буде домінантною ідіомою в архітектурі. Вікінс та Роберт Сміркл були задіяні в будівництві найважливіших будівель регіону, включаючи Королівський театр Ковент-Гарден (1808—1809), Головне поштове відділення (1824—1829), Британський музей (1823—1848), Британська національна галерея (1832—1838). В Шотландії Томас Томас Гамільтон (1784—1858) у співтоваристві з Ендрю Вілсоном (1780—1848) та Гюгом Вільямом Вільямсом)1773-1829) створили пам'ятки та будівлі міжнародного значення: пам'ятник Бернсу в Еловеї (1818) та Королівську вищу школу в Единбургу (1823—1829).

## Німеччина
У Німеччині до послідовників неокласицизму відносять Петера Беренса. У його творчості тенденція до класичного розуміння форм помітна в побудованому в Берліні в 1910 році будинку заводу високовольтної апаратури фірми «АЕГ». Мотиви класичної архітектури помітні в оформленні головного входу, який знаходжиться між могутніми вежами сходових кліток, ніби заводський будинок перетворився в монумент. Такі ж тенденції проявилися у будинку німецького посольства в Петербурзі (1912 рік).

## Франція
У Франції була хвиля неокласицизму в архітектурі та декоративному мистецтві, яку назвали імперським стилем або ампірем. Тренд був оснований на Імперсько-римському стилі та виник, взявши свою назву, за часу правління Наполео́на I Бонапа́рта в Першій французькій імперії, де стиль в призначався для ідеалізації наполеонової влади та французької країни. Стиль проявився також серед буржуа в бідермаєрському стилі на німецькомовних землях, федеральному стилі в США, стилі Регентства у Британії та в наполеонському стилі у Швеції.

## Англія
У Франції неокласицизм знайшов вираження у проєктах громадських будівель, а в Англії архітектори будували приватні садиби та міські будинки. Манера англійського неокласицизму відрізнялася від французької. У Франції неокласицизм придбав суворі форми, в Англії всі будівлі були легкими і витонченими. Англійські неокласицистичні інтер'єри були декоративними.

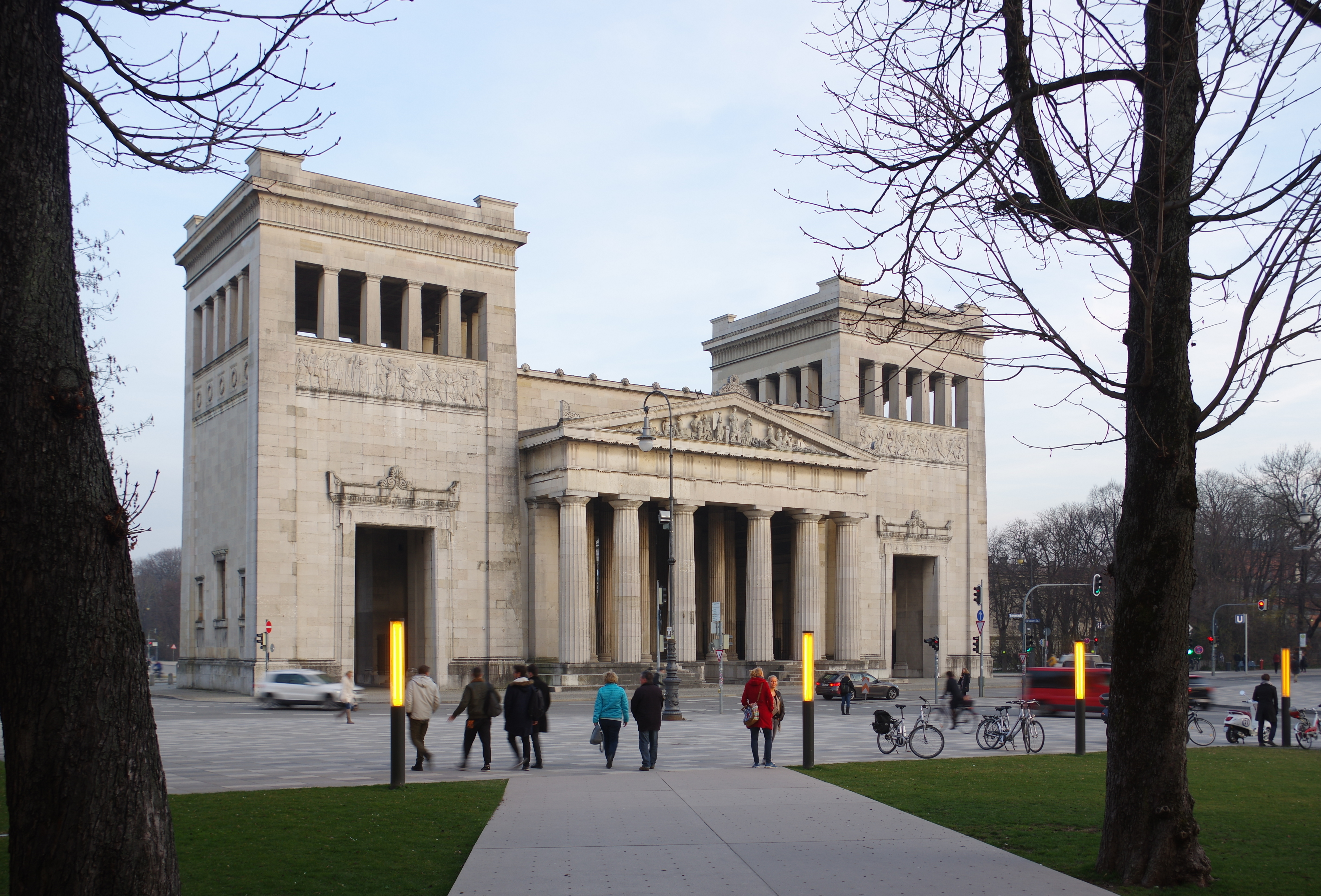
Пропілеї в Мюнхені, Німеччина
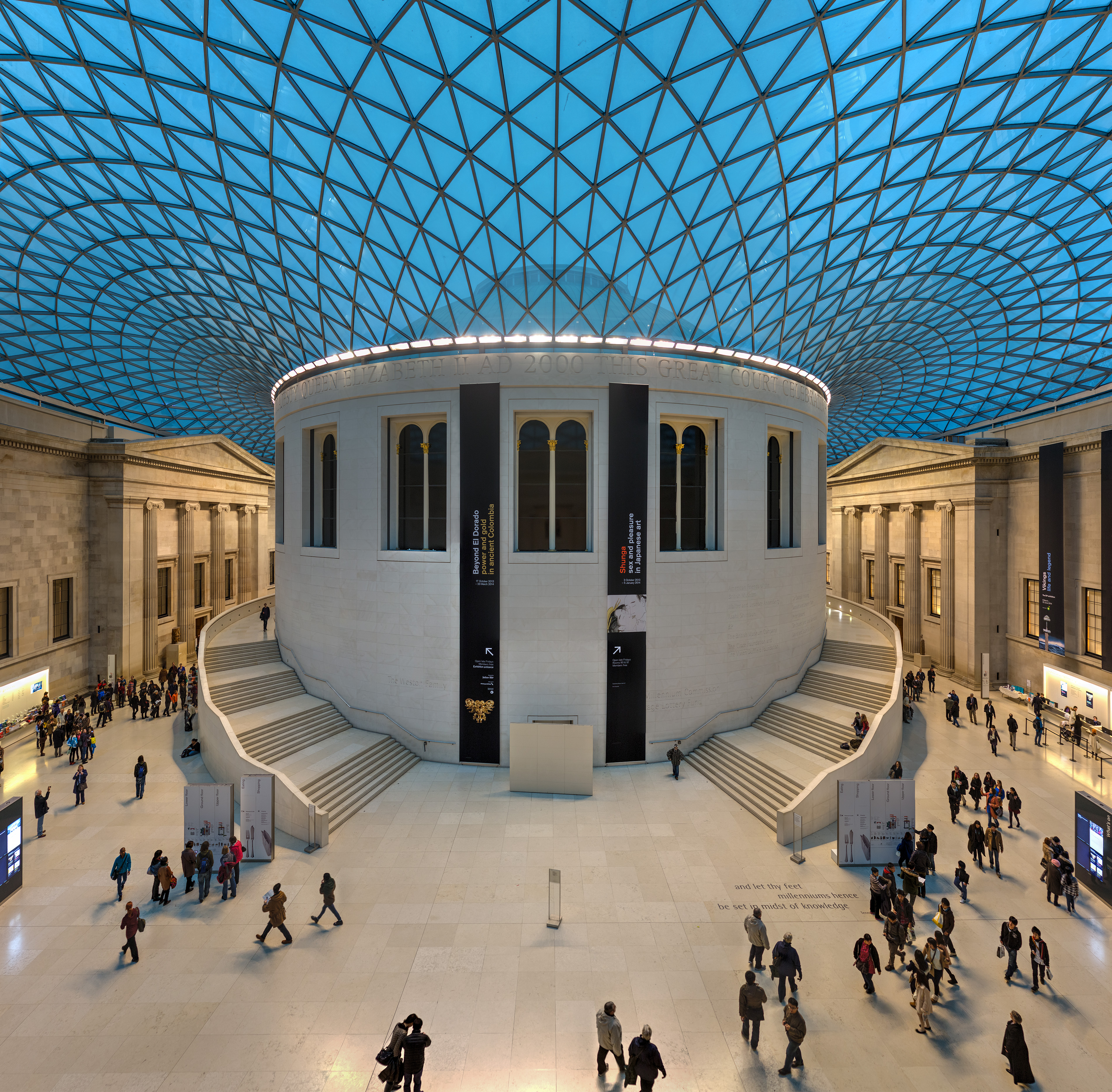
Британський музей, Лондон, Велика Британія
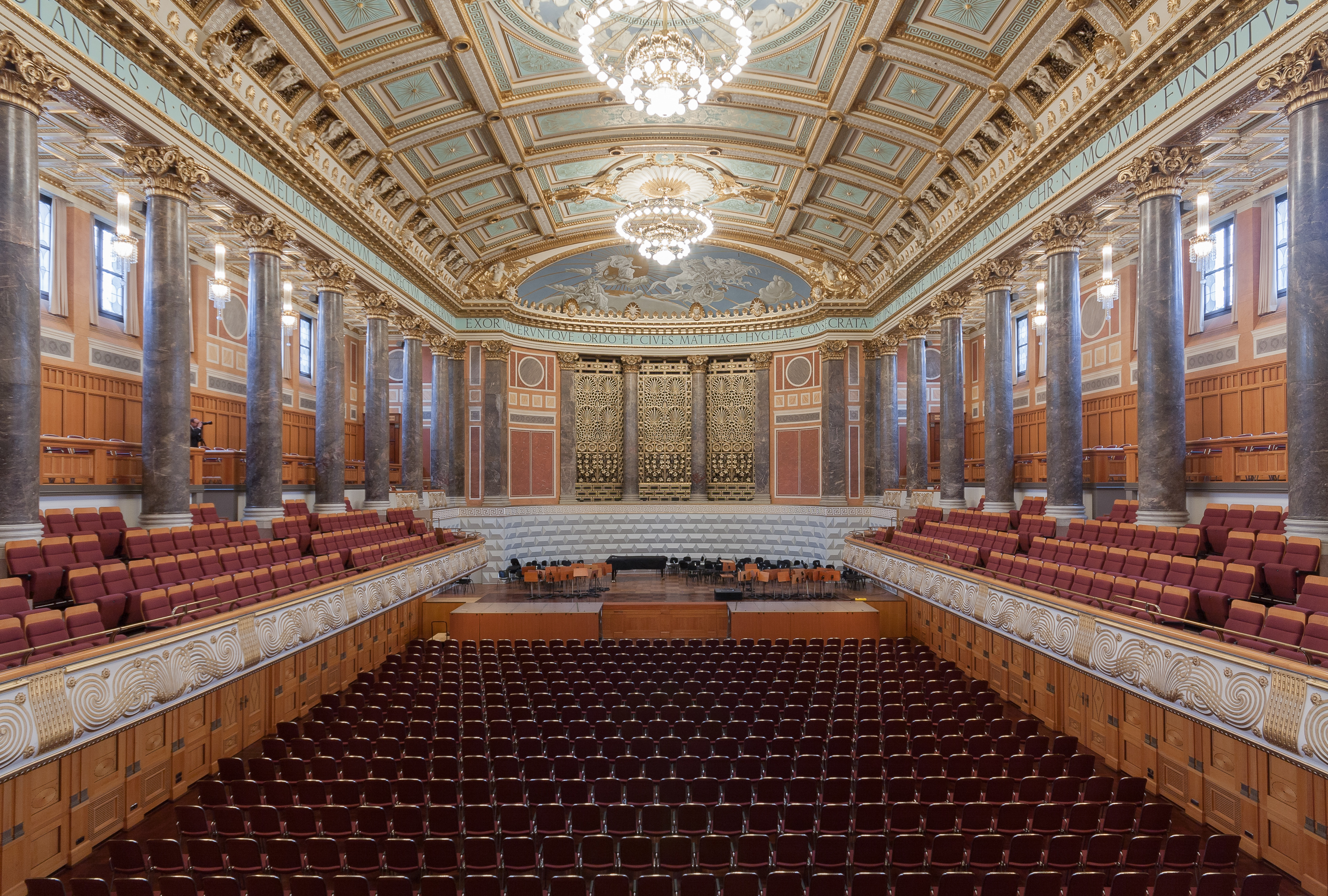
Курхаус у Вісбадені, Німеччина
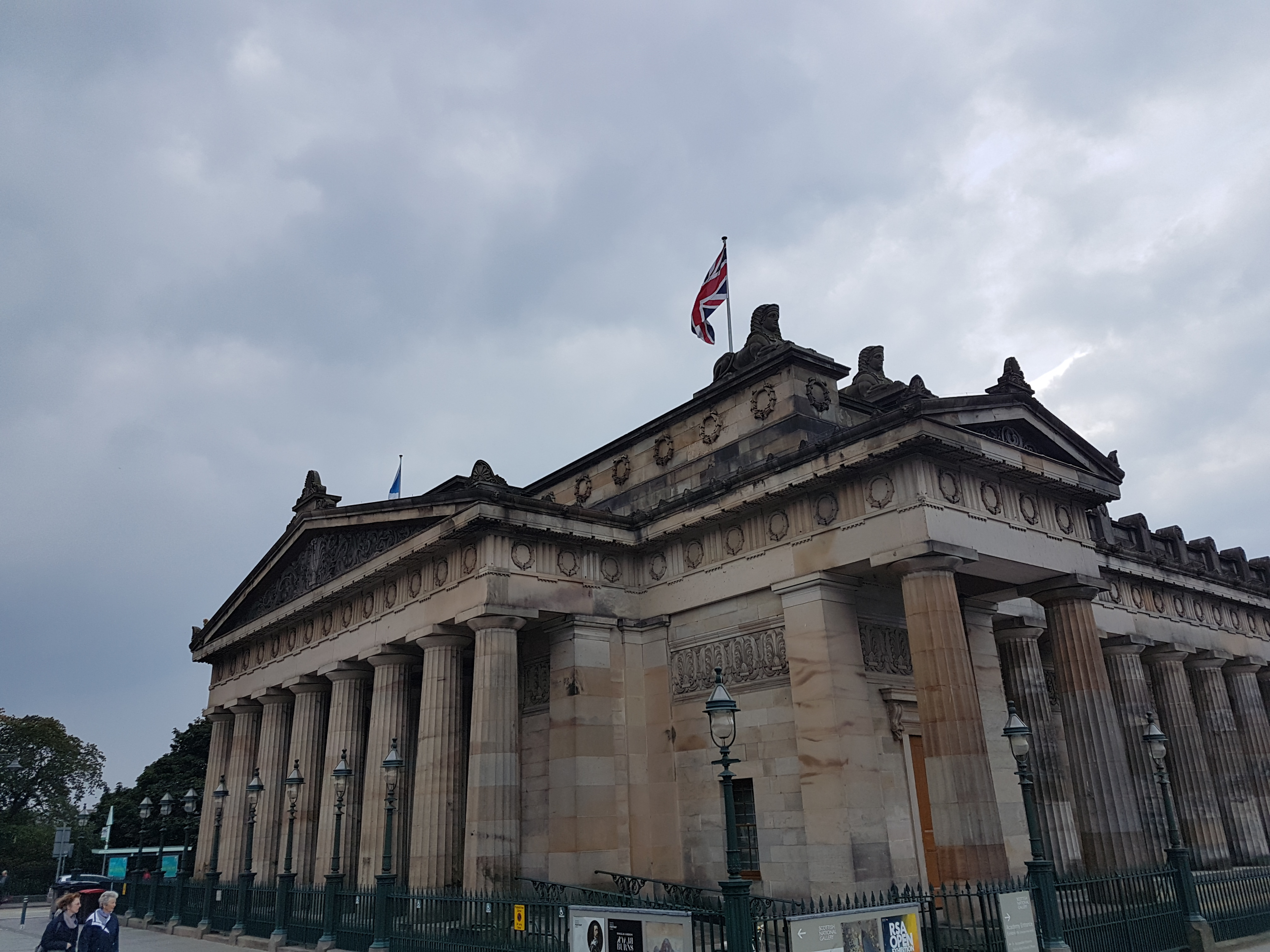
Королівська шотландська академія в Единбургу, Шотландія

## Австрійський неокласицизм
Австрійським неокласиком архітектури називають професора Венської академії мистецтв, керівника архітектурного відділення Отто Вагнера. Його ранні будівлі створювалися під впливом Ренесансу і бароко. Тут брала верх пристрасть до орнаменту. З металевих деталей виникали візерунки, зроблені, як, наприклад, на будинку у Відні, під старовину. Центральний купол з овальними вікнами, волютами і картушами — у стилі бароко. Але під декоративними прикрасами вже почувається простий геометричний обсяг.
Одночасно з Вагнером у Відні працював представник австрійського неокласицизму — Адольф Лоос. Він перший зрозумів проблему і дозволив Ле Корбюзье зайнятися повним розвитком вільного планування. Лооса поєднав правильний обсяг зі зручністю вільного простору під час проєктування вілли Лідо у Венеції (1923 рік) та вілли Ле Корбюзье в Гарше (1927 рік).

## Представники
- Вільям Чемберс (1723—1796) і Роберт Адам (1728—1792) зіграли найвагомішу роль в архітектурі англійського неокласицизму, започаткувавши його. Неокласицизм стиль нерідко називають просто «стилем Адама» на честь його творця. У творчості митця відчувався вплив античності та англійської палладіанства. У 60-х роках XVIII ст. Адам створив садибні будинки у передмістях Лондона і в Центральній Англії. Особливо цікаві інтер'єри цих будівель, в яких архітектор використовував етруські орнаментальні мотиви (наприклад, Етруська кімната в садибі Остерлі-парк, 1762—1769 рр.). Приймальня в будинку Сайон-хаус прикрашена дванадцятьма колонами з блакитного мармуру з позолоченими капітелями і скульптурами нагорі. Стовбури цих колон справді античні — найдені на дні річки Тібр у Римі, — капітелі і скульптури виконані за малюнками самого Адама. Колони надають кімнаті величний вигляд.
- Історію англійського неокласицизму вісімнадцятого століття завершили архітектори, манера яких відрізнялася від «стилю Адама»: Джордж Денс Молодший (1741—1825) і сер Джон Соун (1753—1837).Найвідомішою спорудою Денсу була в'язниця Ньюгейт в Лондоні. Це будинок, стіни якого зверху до низу були оформлені потужним рустом, що викликало похмуре враження.
- Джон Соун був головним архітектором будівлі Англійського банку (1795—1827 рр.). У своєму будинку в Лондоні він влаштував музей архітектури, який підвів своєрідний підсумок англійському неокласицизму XVIII ст.

## Україна
- Патріарший кафедральний собор великого князя Володимира, головний храм Українсько Православної церкви Київського Патріархату, був зведений у 1862—1882 рр, у руському неовізантійському стилі, який є різновидом неокласицизму. Проєкт собору приготували архітектори Іван Штром і Павло Спарро, удосконалив архітектор Олександр Беретті.
- Львівська політехніка. В архітектурі змішані композиційні прийоми та елементи оздоблення різних стилів, використані мотиви неокласицизму та італійського неоренесансу.
- У радянський період неокласицизм був одним із лідерів. Неокласицисти в українській архітектурі поєднували традицію з ідеями авангарду. Архітектура, як і все мистецтво в Радянському Союзі, мала демонструвати непохитність тогочасного ладу, тому «пролетарська класика» 30-х років у післявоєнний період переродилася у «сталінський» ампір з його гігантоманією. У такому стилі споруд з елементами неокласики чимало в Києві, Харкові. У помпезних громадських спорудах використовували античні ордери, фасади були симетричні, декор мінімальним.

Архітектори конструктивісти та раціоналісти часто співпрацювали з майстрами неокласики; знані метри змінювали свій творчий вектор з плином часу, тому ситуація, коли на одному конкурсі авангардні проєкти були поруч із запропонованими у неоренесансних чи необарокових алюзіях, була типовою для кінця 20-х — початку 30-х років ХХ сторіччя.